# تومیسلاو استانیچ
تومیسلاو استانیچ (بوسنیایی: Tomislav Stanić؛ زادهٔ ۳۰ مهٔ ۱۹۸۱) بازیکن فوتبال اهل بوسنی و هرزگوین بود.
از باشگاه‌هایی که در آن بازی کرده است می‌توان به باشگاه فوتبال لوکوموتیو زاگرب، باشگاه فوتبال اینتر زاپرشیچ، باشگاه فوتبال گنجلربیرلیئی سومقاییت، باشگاه فوتبال هایدوک اسپلیت، باشگاه فوتبال شماخی، باشگاه فوتبال ملوان بندر انزلی، و باشگاه فوتبال دینامو درسدن اشاره کرد.